# Фриц Ланг
Фриц Ланг (на немски: Fritz Lang) е австрийски филмов режисьор и сценарист, работил главно в Германия, а след това в Съединените щати.

## Биография
Роден е на 5 декември 1890 година във Виена в семейството на архитект и управител на строително предприятие. Учи за кратко във Виенския технически университет, след което е доброволец в Първата световна война. След войната започва да се занимава с кино и отива в Берлин, където е сред видните представители на школата на Немския експресионизъм от 20-те години. След установяването на националсоциалистическия режим в Германия заминава за Съединените щати, където остава до края на живота си.
Фриц Ланг умира на 2 август 1976 година в Бевърли Хилс.
Наречен е от Британския филмов институт „Господар на мрака“.

## Избрана филмография

### Режисьор
| година | филм                        | оригинално заглавие       | бележки |
| ------ | --------------------------- | ------------------------- | ------- |
| 1921   | Уморената смърт             | Der mude Tod              |         |
| 1922   | Доктор Мабузе, играчът      | Dr. Mabuse Der Spieler    |         |
| 1924   | Нибелунгите                 | Die Nibelungen            |         |
| 1926   | Метрополис                  | Metropolis                |         |
| 1929   | Жена на Луната              | Frau im Mond              |         |
| 1931   | М („Убиец сред нас“)        | М                         |         |
| 1934   | Лилиом                      | Liliom                    |         |
| 1936   | Ярост                       | Fury                      |         |
| 1940   | Завръщането на Франк Джеймс | The Return of Frank James |         |
| 1944   | Жената от витрината         | The woman in the window   |         |
| 1953   | Голямата жега               | The Big Heat              |         |
| 1958   | Индийската гробница         | Das Indische Grabmal      |         |
| 1959   | Тигърът от Ешнапур          | Der Tiger von Eschnapur   |         |